# 24 Leonis Minoris
24 Leonis Minoris (24 LMi) es una estrella en la constelación de Leo Minor de magnitud aparente +6,47.
Distante 104 años luz del sistema solar, las características físicas de 24 Leonis Minoris hacen de esta estrella un análogo solar, es decir, una estrella muy semejante al Sol en muchos aspectos.
De tipo espectral G0V, tiene una temperatura efectiva de 5787 ± 32 K.
Brilla con una luminosidad 2,34 veces mayor que la luminosidad solar y su diámetro es un 46% más grande que el de nuestra estrella.
Su velocidad de rotación proyectada es de 1 km/s.
Con una masa aproximadamente un 7% mayor que la masa solar, es una estrella más antigua y evolucionada que el Sol; tiene una edad estimada en el rango de 6500 - 8000 millones de años, la cifra exacta varía según la fuente consultada. 
Al igual que el Sol, es una estrella del disco fino.
24 Leonis Minoris tiene un contenido relativo de hierro comparable al del Sol ([Fe/H] = +0,05).
Diversos elementos evaluados presentan valores semejantes a los solares.
Cabe señalar el escandio, algo más abundante y, en el otro extremo, el azufre, cuyo contenido es un 33% menor que en nuestra estrella.